# Jun Shiraoka
Jun Shiraoka (白岡 順, Shiraoka Jun), né en 1944 et mort le 17 mars 2016, est un photographe japonais.